# Christian Zirkelbach
Christian Zirkelbach (* 10. Dezember 1961 in Würzburg) ist ein ehemaliger deutscher Leichtathlet, der bei den Europameisterschaften 1982 die Bronzemedaille mit der bundesdeutschen 4-mal-100-Meter-Staffel gewann (38,71 s: Christian Zirkelbach, Christian Haas, Peter Klein, Erwin Skamrahl). Im 100-Meter-Lauf dieser Europameisterschaften schied er im Vorlauf aus. Bei den Olympischen Spielen 1984 war er im Vorlauf der 4-mal-100-Meter-Staffel eingesetzt, die im Endlauf Platz fünf belegte.
Christian Zirkelbach gehörte dem Sportverein LAC Quelle Fürth an. In seiner Wettkampfzeit war er 1,86 m groß und 79 kg schwer.
Zirkelbach besuchte von 1975 bis 1981 das Friedrich-Koenig-Gymnasium in Würzburg, wo er bereits 1977 den 100-Meter-Endlauf in 12,1 Sekunden absolvierte. 1981 wurde er auf Grund seiner Leistung bei den Deutschen Meisterschaften im 100-Meter-Sprint zum zweiten Mal für die Nationalmannschaft nominiert. Von 1984 bis 1988 studierte er Mathematik und Informatik an der Julius-Maximilians-Universität Würzburg. Seit 2009 ist Christian Zirkelbach Professor für Mathematik, Statistik und Informatik an der Hochschule für angewandte Wissenschaften Würzburg-Schweinfurt (FHWS).